# Gebergtegordel

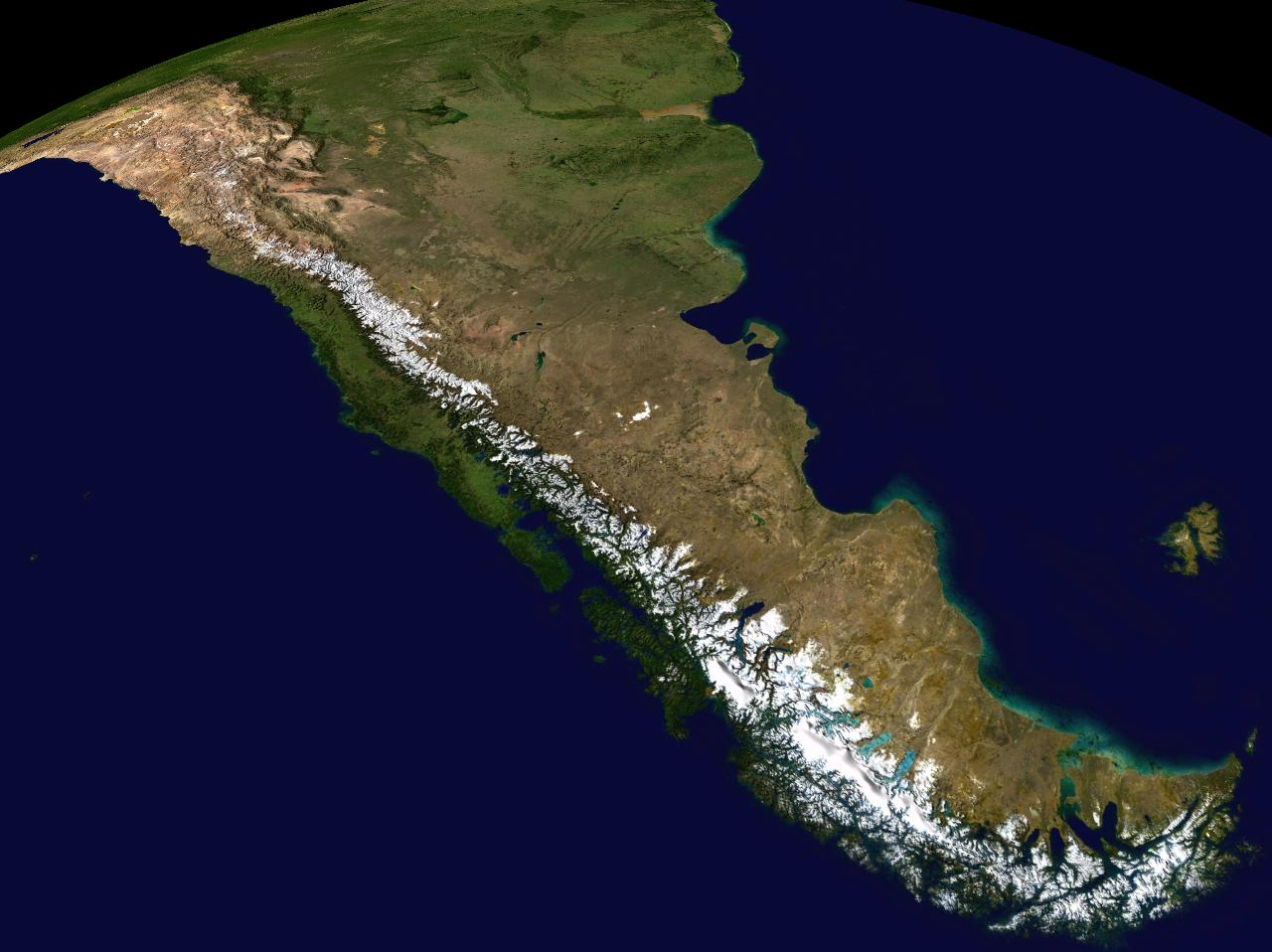
Het zuidelijke deel van de Andes. Het gebied met sneeuw is meer dan 2.000 km lang.

Een gebergtegordel of bergketen is een gordel van parallel lopende bergketens of gebergtes met een vergelijkbare oriëntatie, vorm, en ontstaanswijze. Gebergtegordels kunnen over meerdere continenten doorlopen.
Berggordels zijn orogene gordels: het zijn tektonisch actieve gebieden met een hoge frequentie van aardbevingen, massabewegingen, en soms vulkaanuitbarstingen. De geologie verklaart berggordels met behulp van platentektoniek. Ze ontstaan doordat twee tektonische platen naar elkaar toe bewegen. De grootste ononderbroken gebergtegordel ter wereld is de Alpide Gordel, die meerdere grote gebergtes zoals de Alpen, Atlas, Kaukasus, Himalaya, en verschillende gebergtes in Zuidoost-Azië bevat. Deze gebergtegordel ontstond door de samenkomende beweging van de Euraziatische, Indische en Afrikaanse platen.
Een andere grote gebergtegordel zijn de Amerikaanse cordillera's. In Zuid-Amerika vormen de Andes het belangrijkste deelgebergte, maar de cordillera loopt door tot in het Antarctisch Schiereiland. De Noord-Amerikaanse Cordillera bestaat uit onder andere de Rocky Mountains, de Cascade Range, en de westelijke Sierra Madre. Het is mogelijk de gordel te vervolgen langs de noordelijke en westelijke randen van de Grote Oceaan, hoewel de gebergtes op bepaalde plekken ontbreken. Als ook de gebergtes van de Filipijnen, Nieuw Guinea en Nieuw-Zeeland worden meegerekend heeft deze zogenaamde Ring van Vuur om de Grote Oceaan een totale lengte van rond de 40.000 km.
Ook waar twee oceanische platen uit elkaar drijven ontstaan gebergtegordels. Zulke mid-oceanische ruggen bestaan uit een langgerekte rij onderzeese vulkanen, die in het geval van IJsland, de Azoren, de Canarische Eilanden, de Falklandeilanden, de Zuid-Georgia en de Zuidelijke Sandwicheilanden boven water uitsteken. De lengte van mid-oceanische ruggen doet niet onder voor plooi- en schuifgordels: de Mid-Atlantische Rug heeft een lengte van circa 16.000 km.